# Jean Pyerre
Jean Pyerre Casagrande Silveira Correa (Alvorada, 7 de maio de 1998) é um futebolista brasileiro que atua como meio-campista. Atualmente joga no Ypiranga de Erechim, emprestado pelo Ituano. É o atual presidente do Ribeirense, na Kings League Brasil.

## Carreira

### Grêmio
Revelado nas categorias de base do Grêmio, Jean Pyerre estreou profissionalmente no dia 13 de agosto de 2017 contra o Botafogo, em partida válida pelo Campeonato Brasileiro. Atuando com vários reservas, o Tricolor Gaúcho perdeu por 1 a 0 no Engenhão.

#### 2019
Após ter feito um dos gols da vitória de 2 a 0 contra o Athletico Paranaense, pela Copa do Brasil, no dia 15 de agosto o Grêmio renovou o contrato do meia por mais dois anos, com multa rescisória estipulada na maior da história do clube até então: 120 milhões de euros. Em 20 de setembro, Jean sofreu uma lesão muscular na coxa direita em treinamento que o afastou dos gramados por mais de cinco meses. Conforme o atleta, houve um erro de diagnóstico por parte do departamento médico do Grêmio que o fez ficar mais tempo em recuperação e desenvolver uma fibrose no músculo.

#### 2020
Seu retorno aos gramados ocorreu em 8 de março, quando entrou como substituto em partida contra o Pelotas válida pelo Campeonato Gaúcho, no Estádio Boca do Lobo. No dia 22 de julho de 2020, em jogo válido pela quarta rodada do segundo turno do Campeonato Gaúcho, marcou de falta o seu primeiro gol no ano, definindo a vitória de 1 a 0 contra o Internacional.
Jean Pyerre voltou à titularidade do clube após um período ausente time titular devido a lesões, à COVID-19 e à doença de seu pai. Sua série de boas atuações em novembro rendeu-lhe elogios do treinador Renato Gaúcho, que o classificou como "diferenciado" e identificou nele um "crescimento profissional".
No total, o meia ficou vinte e dois jogos afastado na temporada 2020. Conforme o seu empresário, o atleta teria recebido propostas de clubes da Europa Ocidental. O Palmeiras também teve interesse no jogador, comunicado oficialmente em setembro.

#### 2021
No início de março, Jean Pyerre teve mais uma lesão muscular na coxa direita. Em abril, o Grêmio recebeu uma proposta do Vancouver Whitecaps pelo atleta, mas a rejeitou.
Em maio, Jean novamente contraiu uma lesão muscular na coxa direita, poucos dias depois da estreia de Tiago Nunes como treinador do Grêmio. Ele voltou a atuar em 20 de maio, na vitória por seis a dois contra o Aragua, pela Copa Sul-Americana.
Na reserva, foi afastado do elenco no final de novembro, ao lado de outros seis atletas. O vice-presidente de futebol do clube, Dênis Abrahão, justificou o afastamento do jogador dizendo que ele "não estava a fim" de atuar pelo clube e que ele não estava nos planos para o ano seguinte. O dirigente também relatou que o meia recebera propostas do Alavés e de clubes ingleses e alemães. As negociações com o clube espanhol, no entanto, não evoluíram porque o Grêmio não deu uma resposta em tempo hábil. Posteriormente, Jean negociou com o Athletico Paranaense, para onde se transferiria por empréstimo até o final de 2022, mas rejeitou a proposta do curitibano. Um imbróglio foi criado, já que, conforme o clube, o atleta teria assinado um contrato e o rompido unilateralmente.

#### 2022
O futebolista iniciou 2022 fora dos planos do Grêmio e sequer se apresentou com o grupo principal, em 10 de janeiro. Depois de rejeitar o Athletico, o meia recebeu proposta de empréstimo do Giresunspor, da Turquia, com os salários pagos pelo clube do Oriente Médio, até a metade do ano. Uma segunda proposta, de empréstimo por quinze meses, foi apresentada durante a negociação. A negociação foi confirmada depois que o atleta renovou o contrato com o Grêmio até o final de 2024, no final de janeiro. Pelo acordo, ele permaneceria no Giresunspor até metade de 2023 e o clube turco teria duas opções de compra, em 2022 e no ano seguinte, a partir de 3 milhões de euros.
O perfil do atleta na rede social Instagram publicou um texto, em 30 de janeiro, rememorando a sua trajetória pelo clube e agradecendo aos profissionais com que trabalhou e à torcida do Grêmio. Em cinco anos no grupo principal, ele disputou 141 jogos, marcou 22 gols e deu 16 assistências.
Logo depois de passar por exames médicos na nova equipe, o meio-campista foi diagnosticado com câncer testicular e resolveu retornar ao Brasil para o tratamento de saúde. O Grêmio colocou-se à disposição para o suporte clínico ao jogador.

### Avaí
Jean Pyerre acertou por empréstimo com o Avaí no dia 5 de abril de 2022, assinando até o final do Campeonato Brasileiro.

### Aposentadoria frustrada
Em 13 de dezembro de 2022, a Sucess Sports, empresa que gerencia a carreira de Jean Pyerre, anunciou o fim da carreira do jogador com apenas 24 anos.
Meses depois, no dia 3 de fevereiro de 2023, após o Grêmio e o atleta não chegarem a um acordo sobre sua rescisão de contrato, Jean Pyerre desistiu da aposentadoria e voltou a atuar pelo Grêmio.

### Futebol amador e quase ida ao Vancouver Whitecaps
Em 11 de agosto de 2023, o Futebol Clube Bom Jesus anunciou a contratação de Jean Pyerre para a disputa do Liga Regional de Futebol Amador do Vale do Rio Pardo. No entanto, a estreia não chegou a acontecer tendo em vista investidas de clubes profissionais portugueses, croatas, poloneses, servios, espanhóis, emiradenses e sul-coreanos. A proposta que mais chamou a atenção de Jean foi do Canadá, mais especificamente do Vancouver Whitecaps, que disputa a MLS; embora o acordo estivesse quase fechado, o meia foi reprovado em um teste no time "B" do Whitecaps, cancelando assim o acordo.

### Ituano
após mais de um ano sem atuar, Jean Pyerre foi anunciado como novo reforço do Ituano 22 de dezembro de 2023, assinando contrato para a temporada 2024.

## Vida pessoal

### Família
Jean Pyerre é filho do servidor federal Eduardo Correa e da empresária Luciana Casagrande. Tem um irmão que também é futebolista chamado José Carlos Correa Neto. Em 2020, o seu pai contraiu COVID-19, teve duas paradas cardíacas e passou vinte e cinco dias em coma. Jean ficou fora de treinos para acompanhar a situação do pai. No final de agosto, o atleta dedicou a conquista do Campeonato Gaúcho ao seu pai, que ainda estava internado. Ele ainda ofereceria o gol que marcou contra o Cuiabá, em 11 de novembro, ao seu pai, já fora do hospital, e à família.

### Atuação contra o racismo
O atleta costuma manifestar-se publicamente contra o racismo. Em junho de 2020, ele anunciou apoio ao movimento antirracista Vidas Negras Importam, que realizava protestos nos Estados Unidos depois do assassinato de George Floyd por um policial em Minneapolis. No mesmo mês, ele divulgou vídeo em redes sociais falando sobre preconceito racial sofrido por pessoas negras no Brasil.
Em entrevista, Jean Pyerre disse ter sido preparado pelos pais para lidar com o racismo. A sua mãe relatou que o filho já sofreu racismo em diversos episódios, como quando foi falsamente acusado de ter roubado um celular num supermercado na adolescência, no mesmo horário em que treinava no CT Hélio Dourado.

### Ações sociais
Jean Pyerre costuma promover ações sociais de apoio a moradores de Alvorada, sua cidade natal, localizada na Região Metropolitana de Porto Alegre, que tinha o menor PIB per capita do Rio Grande do Sul em 2016. Em 2020, ele criou uma campanha para doações para famílias cujas casas haviam sido atingidas por um incêndio, no bairro Vila Aparecida, na periferia da cidade. Durante a pandemia de COVID-19, o jogador também distribuiu alimentos na cidade.

### Diagnóstico de câncer testicular
Em fevereiro de 2022, depois de passar por exames médicos no novo clube, Jean Pyerre foi diagnosticado com câncer testicular e resolveu retornar ao Brasil para realizar o tratamento. Em manifestações em rede social, o atleta disse que estava bem e que, apesar da situação era delicada por conta da doença, há grande chance de recuperação. Diversos clubes brasileiros manifestaram solidariedade a Jean, como Grêmio, Internacional, Flamengo, Corinthians, Juventude. Jogadores, como o atacante Taison, também se manifestaram nesse sentido.

## Estatísticas
Atualizadas até 24 de julho de 2022
| Equipe            | Temporada         | Campeonato nacional | Campeonato nacional | Copa nacional[a] | Copa nacional[a] | Competições continentais[b] | Competições continentais[b] | Outros torneios[c] | Outros torneios[c] | Total | Total |
| Equipe            | Temporada         | Jogos               | Gols                | Jogos            | Gols             | Jogos                       | Gols                        | Jogos              | Gols               | Jogos | Gols  |
| ----------------- | ----------------- | ------------------- | ------------------- | ---------------- | ---------------- | --------------------------- | --------------------------- | ------------------ | ------------------ | ----- | ----- |
| Grêmio            | 2017              | 6                   | 1                   | —                | —                | —                           | —                           | 2                  | 0                  | 8     | 1     |
| Grêmio            | 2018              | 12                  | 1                   | —                | —                | —                           | —                           | 3                  | 2                  | 15    | 3     |
| Grêmio            | 2019              | 10                  | 3                   | 6                | 1                | 10                          | 2                           | 13                 | 0                  | 39    | 6     |
| Grêmio            | 2020              | 20                  | 5                   | 8                | 1                | 4                           | 1                           | 8                  | 1                  | 40    | 8     |
| Grêmio            | 2021              | 24                  | 0                   | 4                | 2                | 6                           | 1                           | 5                  | 1                  | 39    | 4     |
| Grêmio            | Total             | 72                  | 10                  | 18               | 2                | 20                          | 4                           | 31                 | 4                  | 141   | 22    |
| Avaí              | 2022              | 10                  | 1                   | —                | —                | —                           | —                           | —                  | —                  | 10    | 1     |
| Avaí              | Total             | 10                  | 1                   | —                | —                | —                           | —                           | —                  | —                  | 10    | 1     |
| Total na carreira | Total na carreira | 82                  | 11                  | 18               | 2                | 20                          | 4                           | 31                 | 4                  | 151   | 23    |

- a. ^ Jogos da Copa do Brasil
- b. ^ Jogos da Copa Libertadores da América e Copa Sul-Americana
- c. ^ Jogos do Campeonato Gaúcho e Primeira Liga.

## Títulos
Grêmio
- Campeonato Gaúcho: 2019, 2020 e 2021
- Recopa Gaúcha: 2021

Seleção Brasileira Sub-17
- Campeonato Sul-Americano Sub-17: 2015